# Jagdkopf (Zorge)
Der Jagdkopf ist ein 603,1 m ü. NHN hoher Berg im deutschen Mittelgebirge Harz. Er liegt zwischen Wieda und Zorge im gemeindefreien Gebiet Harz des niedersächsischen Landkreises Göttingen.

## Geographische Lage
Der Jagdkopf liegt im Südharz im Naturpark Harz. Er erhebt sich zwischen den Dörfern Wieda am Fluss Wieda im Westen und Zorge am Fluss Zorge im Osten. Südwestlich des bewaldeten Bergs entspringt der Wieda-Zufluss Breitenbach, südlich der Zorge-Zufluss Dörenbach und nördlich der Zorge-Zufluss Steigerwasser. Auf seiner Südwestflanke befindet sich die Bremer Klippe (bei ca. 550 m).

## Wandern
Über die Westflanke des Jagdkopfs verläuft zwischen den Schutzhütten Helenenruh (⊙), die als Nr. 160 in das System der Stempelstellen der Harzer Wandernadel einbezogen ist, im Norden und Bremer Hütte (⊙) im Süden ein Abschnitt des Kaiserwegs. Etwa 250 m entfernt von diesem Wanderweg befindet sich die Bremer Klippe, die bis 2021 als Nr. 163 in das System der Stempelstellen der Harzer Wandernadel einbezogen war. Der Stempelkasten befand sich an der Bremer Hütte. Nach kurzem, steilen Aufstieg vom Kaiserweg fiel der Blick von der Klippe auf das Dorf Wieda und hinüber zum westsüdwestlichen Ravensberg (ca. 659 m). Der Wanderweg dorthin soll dauerhaft gesperrt und entschildert werden.

## Galerie

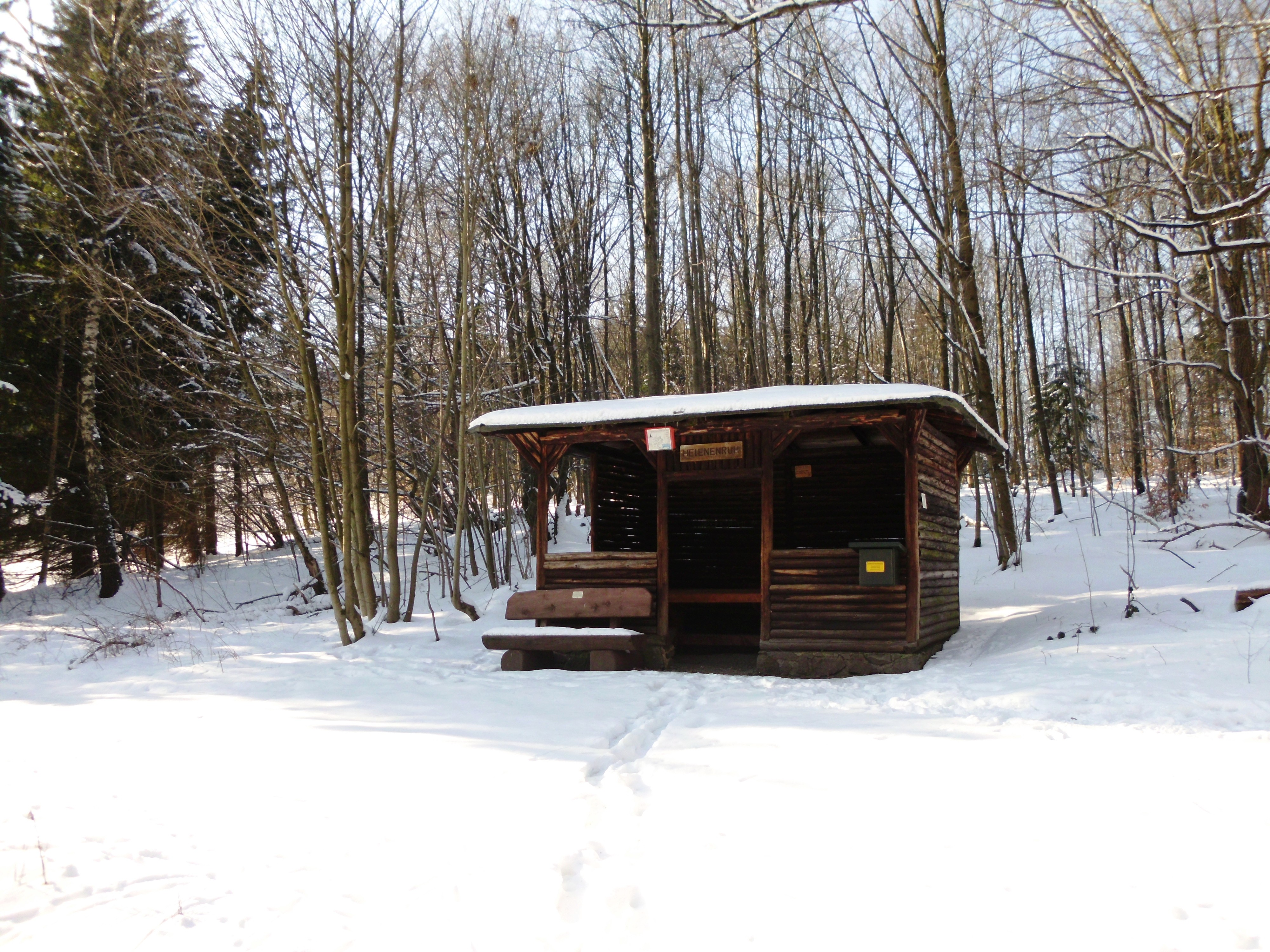
Schutzhütte Helenenruh
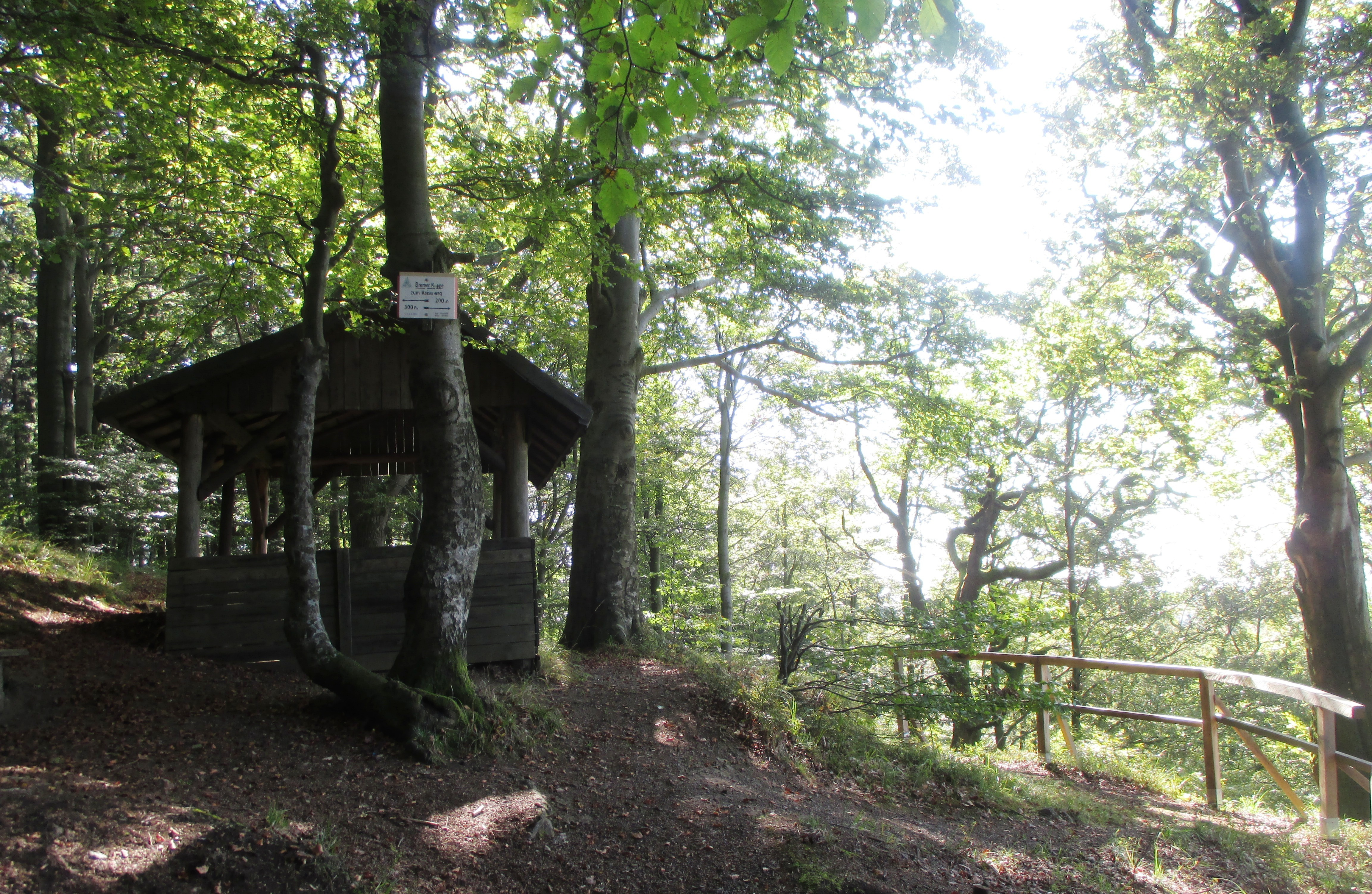
Schutzhütte an der Bremer Klippe